# Wasilis Gulandris
Wasilis Gulandris, także Basil Goulandris (ur. 6 września 1913 w Andros, zm. 27 kwietnia 1994 w Atenach) – grecki biznesmen, armator, filantrop, kolekcjoner sztuki.

## Życiorys
Wasilis Gulandris urodził się na wyspie Andros, na Cykladach. Studia ukończył w Grecji, a następnie w 1930 roku kształcił się na studiach podyplomowych w zakresie prawa w Szwajcarii. W 1950 roku przejął zarządzanie rodzinnej firmy, przedsiębiorstwa żeglugowego z siedzibą w Nowym Jorku. Przez wiele lat pełnił funkcję honorowego prezesa Association of Greek Ship Owners oraz członka Board of Directors of the American Bureau of Shipping.
Jego pasją była sztuka, a dzięki posiadanemu majątkowi był wielkim jej kolekcjonerem i propagatorem. Czynnie wspierał liczne muzea i fundacje w Stanach Zjednoczonych i w Europie, głównie we Francji, gdzie wspierał rozwój wymiany kulturalnej pomiędzy Grecją a Francją. W uznaniu jego wkładu otrzymał liczne francuskie wyróżnienia m.in. w 1981 roku tytuł Kawalera Legii Honorowej, a w 1986 tytuł Oficera Legii Honorowej. W 1983 roku został po raz kolejny uhonorowany przez Ministra Kultury Francji Orderem Sztuki i Literatury. W Grecji przyznano mu w 1956 roku Krzyż Dowódców Batalionu Jerzego I, Srebrny Medal Akademii w Atenach w 1981 roku oraz wyróżnienie High Dignitary of the Ecumenical Patriarchate w 1992 roku.
W jego działalności na polu kultury i sztuki pomagała mu Elise Karadontis, z którą w 1950 roku wziął ślub. Elise za swoją działalność również otrzymała najwyższe francuskie wyróżnienie Order Sztuki i Literatury.

## Fundacja Wasilisa i Elise Goulandris[3]
W 1979 roku Wasilis i Elise Gulandris założyli własną fundację non-profit zajmująca się propagowaniem i wspieraniem sztuki wizualnej. Funkcje prezesa w niej sprawowali do 1992 roku. W tym samym roku fundacja powołała do życia Muzeum Sztuki Współczesnej w Hora (Museum of Contemporary Art in Hora), stolicy wyspy Andros, w której mieści się część kolekcji Fundacji obejmującej ponad 300 dzieł greckich i zagranicznych artystów. W 1986 roku do budynku muzeum dodano dodatkowe nowoczesne skrzydło, zaprojektowane zgodnie z najnowszymi standardami muzealnymi – pomieszczeniami mogącymi pomieścić stałą wystawę i wystawy okresowe znaczących artystów XX wieku (Braque, Mirό, Toulouse-Lautrec, Moore, Klee, Giacometti, Chagall, Rodin, De Chirico). Prócz organizowania wystaw, fundacja od 1986 roku prowadzi programy stypendialne związane ze sztuką oraz wspiera finansowo Muzeum Archeologiczne na Andros W okresie dwudziestu lat, Fundacja wybudowała trzy nowoczesne muzea w Andros: Muzeum Sztuki Współczesnej (1979), Muzeum Archeologiczne Andros (1981) oraz nowe galerie Muzeum Sztuki Współczesnej (1986).
Kolekcja Fundacji Basila i Elise Goulandris posiada bogate zbiory wybitnych dzieł artystów greckich: Andreou, Bouzianis, Caras, Christoforou, Fassianos, Gaitis, Gounaropoulos, Hatzikyriakos- Ghikas, Kouledianos, Kounellis, Makris, Moralis, Nikolaidisa, Pappas, Parmakelis, Parthenis, Psychopedis, Sklavos, Takis, Tetsis, Tsarouchis, Tsoclis, Vari, Vassiliou, Zongolopoulos, jak również wielu innych artystów młodego pokolenia.
W prywatnych zbiorach Wasilisa Gulandrisa znajdował się obraz El Greca Chusta Weroniki.